# 塞巴斯蒂安·比尼克
塞巴斯蒂安·比尼克（波蘭語：Sebastian Bieniek，1975年4月24日—2022年2月6日），德国導演、艺术家、攝影家及作家，出生于波兰，现居柏林。

## 生平
塞巴斯蒂安·比尼克于1975年4月24日在波兰的恰尔诺翁瑟出生。1989年柏林墙倒塌前两个月，他的母亲带着他与两个哥哥姐姐移民到德國。在弗里德兰和奥斯纳布吕克民族营地待了两个月之后，他母亲与孩子们搬去下萨克森州翁特爾呂斯。
比尼克从1990年开始在翁特爾呂斯的学校上课。那时的他希望成为一名天体物理学家。他用他第一次在建筑工地上打工赚的钱买了一台望远镜，他常常晚上在公园里散步看月亮，但因此被同龄人视为怪人。
半年后在赫曼斯堡中学上高中，再之后就到策勒的赫爾提（Hölty）高中继续读书。校长对来自來自东部的外国移民有种族歧视，导致了塞巴斯蒂安比尼克当天就退学了。之后他又开始在工地上打工，也加入了麦当劳的管理培训生的训练，同时他开始用油漆作画。之后便放弃管理培训生的训练，於1995年到汉诺威设计技术学院上学。
1996-1998年于布倫瑞克美術大學修習美术。1998年于柏林柏林藝術大學研究室外艺术。2001年成为德法青年工作協會成员。
2001毕业于柏林艺术大学。2002于柏林艺术大学读硕士，並在DFFB 2002年学习电影导演。2006年儿子比拉比尼克出生。2007年电影“赌徒”参加第10届上海国际电影节。2008年电影“除夕本垒打”参加the Festival de Cine del Mar del Plata 与蒙特利尔世界电影节。2011年著书《真的假》（real fake）。

## 作品展示

### 展览會
- 2009：柏林艺术讨论, 柏林 (Performance行为艺术)
- 2010：CAR 现代艺术展, Essen (conveying surface)
- 2010：柏林人名单，当代艺术展，柏林 (state)
- 2012：布达佩斯艺术市场，布达佩斯 (prior Lena Roselli Gallery)
- 2013：预见柏林，柏林 ("Kunstverein family Montez")

### 个人展
- 1994："Celler hole", Celle策勒（德国）
- 1996："Paintings" Town Hall Gallery, Münster  （德国）
- 1998："My Breath", Museum of the Charite  柏林（德国）
- 1999："Natural Born Sugar Eaters" Kunsthaus Tacheles,  柏林（德国）
- 2002："Dejavu" Gallery 35, 柏林（德国）
- 2009："The bear's going on" Gallery Time Zone,  柏林（德国）
- 2010："PUBLIC ART MAGNET VIRAL", "Gallery in the government quarter, 柏林（德国）
- 2010："How to be happy in Berlin" OZM, space for art, 汉堡（德国）
- 2011："New Pictures" gallery at the Prater, 柏林 (德国)
- 2011："This & That" contemporary gallery, 柏林(德国)
- 2011："The Cattle Market," Art House Pona (Georgia)

### 群展
- 1997："The new beautiful picture" Alpiersbacher Gallery
- 1999："To give a place" Stefano Miscetti Gallery, 罗马 意大利
- 1999："III Festival of young experimental art", 柏林 德国
- 2000："Class Armleder," Young Kunstverein Wolfsburg 德国
- 2000："Biennial Genova" Sala delle grida & Palazzo Ducale, 热那亚 意大利
- 2000："Aux voyageurs" Fellows exhibition of the German-French Youth Office, Rennes 法国
- 2000："Young artists from Berlin," Art Bunker, Nuremberg 德国
- 2000："Transfer", Central Station Braunschweig 德国
- 2000："Saarländischer Art Prize", Bexbach 德国
- 2001："Best Before" Palazzo Carminati Venice 意大利
- 2001："Looking For" project with David Lamelas in Szczecin 波兰
- 2002："Hicetnunc" Villa Manin di Passariano (summer residence d King v. Venice), Friuli-Venecia 意大利
- 2002："Giovani artisti palermitani a Berlino", Galleria d'arte moderna, Palermo 意大利
- 2002："Where the Art is home", Berlin 德国
- 2002："Peace and Love", Bassano del Grappa 意大利
- 2002："Continental Shift" Ludwig Museum, Aachen 德国
- 2003："Progettozeropiu" 威尼斯（意大利）
- 2003："Mulliqi Price", The Kosova Art Gallery, (Kosovo)
- 2003："Blank", Palazzo Agostinelli, Bassano del Grappa 意大利
- 2003："Workspace 1" Kunstamt Kreuzberg, Berlin 柏林
- 2005："Direction lounge",  柏林（德国）
- 2008：Villa Grisebach （德国）
- 2009："Landscape 22",  柏林（德国）
- 2009："Anno August Award 2009", Kunsthaus Tacheles,  柏林（德国）
- 2010："Art Kreuzberg",  柏林（德国）
- 2012："Do good art", Prussia Museum Minden, Minden （德国）
- 2012："Go West", festival of performance art, 法兰克福
- 2013："Würzeln far more attention," art Köln eV,科隆 （德国）
- 2013："Würzeln far more attention," Lydke Museum, Leipzig  （德国）
- 2013："Shift", Berlin (Germany)

## 获奖
- 2001：德法青年办公室奖学金
- 2007：第十届上海国际电影节金杯奖五项提名

## 外部連結
- 有畫的官方網站 （页面存档备份，存于）
- 有照片的官方網站 （页面存档备份，存于）
- 帶有概念藝術的官方網站 （页面存档备份，存于）
- adaymag.com 文章關於雙塞巴斯蒂安Bieniek面對 （页面存档备份，存于）